# Actia nitidella
Actia nitidella är en tvåvingeart som beskrevs av Villeneuve 1936. Actia nitidella ingår i släktet Actia och familjen parasitflugor. Inga underarter finns listade i Catalogue of Life.